# Love Me Back
Love Me Back – singel tureckiego piosenkarza Cana Bonomo wydany 22 lutego 2012 roku. Utwór został napisany przez samego artystę oraz wyprodukowany i zaaranżowany przez Bertana Cana Sabana.
W 2012 roku utwór został wybrany wewnętrznie przez krajowego nadawcę publicznego TRT na propozycję reprezentującą Turcję podczas 57. Konkursu Piosenki Eurowizji organizowanego w Baku. 24 maja utwór został zaprezentowany przez piosenkarza w drugim półfinale konkursu i z piątego miejsca awansował do finału, w którym zajął ostatecznie siódme miejsce ze 112 punktami na koncie, w tym m.in. z maksymalną notą dwunastu punktów od Azerbejdżanu, kraju-organizatora konkursu.
17 marca ukazał się oficjalny teledysk do utworu, który został wyreżyserowany przez Bertana Cana Sabana. Zarówno klip, jak i sama piosenka, opowiadają o „marynarzu zafascynowanym morzem oraz jego miłości do kobiety”.

## Lista utworów
CD single
1. „Love Me Back” (Full Version) – 3:01
2. „Love Me Back” (Karaoke Version) – 3:01